# Pacific Cup 2009
Navigation
Édition suivante
La Pacific Cup 2009, connue aussi sous le nom de  SP Brewery Pacific Cup, est une compétition de rugby à XIII qui a eu lieu à Port Moresby, en Papouasie-Nouvelle-Guinée. 
Les Tonga, les Fidji et la Papouasie-Nouvelle-Guinée sont directement qualifiés pour le tournoi final qui a eu lieu au Lloyd Robson Oval, du 24 octobre au 1er novembre 2009. Les Samoa et les Îles Cook se sont affrontés le 17 octobre 2009 à Cairns pour s'octroyer une place dans le tournoi final.
Le vainqueur de cette édition jouera le tournoi des Quatre Nations 2010.
Brian Canavan (président des Sydney Roosters) a été désigné, par la Rugby League International Federation (RLIF), pour tenir le rôle de directeur de cette compétition.

## Joueurs

### Fidji
- Entraîneur :  Terry Gilogely[1],[2]

| Équipes                   | Noms                                                  |
| ------------------------- | ----------------------------------------------------- |
| Police Sharks             | Osea Sadrau, Jone Wesele                              |
| Lautoka Crushers          | Iowane Divavesi                                       |
| Southern Districts Rebels | Puna Rasaubale                                        |
| Cabramatta Two Blues      | Donas Gock                                            |
| Moore Park Brumbies       | Hamilton Hughes                                       |
| Wentworthville Magpies    | Lepani Waqa                                           |
| Nadera Panthers           | Sevanaia Koroi, Sitiveni Ralogaivau, Asaeli Saravaki  |
| Newtown Jets              | Ryan Millard                                          |
| Newcastle Knights         | Wes Naiqama, Kevin Naiqama, Akuila Uate               |
| New Zealand Warriors      | Meli Koliavu                                          |
| Leeds Rhinos              | Mike Ratu                                             |
| Coral Coast Cowboys       | Jone Macilai, Joe Ravueta, Alipate Tani, Kaliova Tani |

### Îles Cook
- Entraîneur : David Fairleigh[3]

| Équipes                | Noms                                       |
| ---------------------- | ------------------------------------------ |
| Sydney Roosters        | Anthony Gelling, Sam Brunton               |
| Penrith Panthers       | Tinirau Arona, Geoff Daniela               |
| Shellharbour Dragons   | Daniel Fepuleai                            |
| Newcastle Knights      | Johnathon Ford, Keith Lulia, Zane Tetevano |
| Newtown Jets           | Tere Glassie                               |
| Brisbane Broncos       | Alex Glenn                                 |
| Melbourne Storm        | Fred Makimare                              |
| Bulldogs               | Joe Matapuku                               |
| North Sydney Bears     | Vinnie Ngaro                               |
| Cook Islands Domestic  | Leon Panapa, Brad Taikirangi, John Viiga   |
| Gold Coast Titans      | Dominique Peyroux                          |
| Wests Tigers           | Manikura Tikinau                           |
| Eastern Suburbs Tigers | Ben Vaeau                                  |

- Alex Glenn a dû renoncer à faire partie du groupe du fait d'une blessure[4].

### Papouasie-Nouvelle-Guinée
- Entraîneur :  Adrian Lam[2],[5]

| Équipes                      | Noms                                |
| ---------------------------- | ----------------------------------- |
| Gold Coast Titans            | David Mead                          |
| Wentworthville Magpies       | Richard Kambo                       |
| Newtown Jets/Sydney Roosters | Tu’u Maori                          |
| Penrith Panthers             | Keith Peters                        |
| Redcliffe Dolphins           | James Nightingale                   |
| Northern Pride               | Jay Aston, Rod Griffin              |
| Celtic Crusaders             | Jason Chan                          |
| Salford City Reds            | John Wilshere                       |
| North Queensland Cowboys     | Tyson Martin                        |
| Melbourne Storm              | Joe Bond                            |
| Agmark Gurias                | Dion Aiye, Rodney Pora, George Moni |
| SBS Muruks                   | Jessie Joe Parker, Anton Kui        |
| Goroka Lahanis               | Sigfred Gande, Glen Nami            |
| Hunslet Hawks                | Charlie Wabo                        |
| Sheffield Eagles             | Menzie Yere                         |

### Samoa
- Entraîneur : Willie Poching[6]

| Équipes                     | Noms                                                         |
| --------------------------- | ------------------------------------------------------------ |
| New Zealand Warriors        | Patrick Ah Van                                               |
| Cronulla Sharks             | Jack Afamasaga, Terrence Seu Seu, Misi Taulapapa             |
| Championnat samoan          | Paul Chan-Tung, Tanielu Pasene, Tangi Ropati, Lepupa Taulagi |
| Wigan Warriors              | Harrison Hansen                                              |
| Penrith Panthers            | Masada Iosefa, Joseph Paulo                                  |
| Leeds Rhinos                | Kylie Leuluai                                                |
| Salford Red Devils          | Phillip Leuluai                                              |
| Newcastle Knights           | Peter Matautia, Mark Taufua                                  |
| St Helens RLFC              | Francis Meli, Tony Puletua                                   |
| St George Illawarra Dragons | Kyle Stanley                                                 |
| Eastern Suburbs Tigers      | Albert Talipeau                                              |
| Gold Coast Titans           | Sam Tagataese                                                |

### Tonga
- Entraîneur : Rohan Smith[7],[8]

| Équipes                    | Noms                                       |
| -------------------------- | ------------------------------------------ |
| Bulldogs                   | Paki Afu                                   |
| Penrith Panthers           | Andrew Emelio                              |
| Newcastle Knights          | Richard Fa'aoso, Sione Tovo                |
| Canberra Raiders           | Sam Huihahau                               |
| Pakuranga Sea Eagles       | Toshio Laiseni                             |
| Wakefield Warriors         | Tevita Leo-Latu                            |
| Hull FC                    | Epalahame Lauaki, Sam Moa, Willie Manu     |
| New Zealand Warriors       | Siuatonga Likiliki, Ukuma Ta'ai            |
| Melbourne Storm            | Pita Maile                                 |
| Parramatta Eels            | Feleti Mateo, Etuate Uaisele, Eliakim Uasi |
| Cronulla Sharks            | Eddie Paea, Atelea Vea, Siosia Vave        |
| South Australian Rugby     | Joel Taufa'ao                              |
| Manly-Warringah Sea Eagles | Tony Williams                              |